# سفارة إندونيسيا في كوريا الشمالية
سفارة إندونيسيا في كوريا الشمالية هي أرفع تمثيل دبلوماسي لدولة إندونيسيا لدى كوريا الشمالية. تقع السفارة في Taedonggang-guyok ‏ وهي تهدف لتعزيز المصالح الإندونيسية في كوريا الشمالية.

## وصلات خارجية
- قائمة سفارات إندونيسيا
- قائمة السفارات في كوريا الشمالية